# Isopropylacetat
Isopropylacetat är en ester av isopropanol och ättiksyra med formeln CH3COOCH(CH3)2. Det är en isomer till propylacetat.

## Egenskaper
Isopropylacetat är en färglös, brandfarlig vätska med fruktig doft. Vid starkt ljus, vid temperatur över 420 °C eller vid kontakt med stål sönderfaller isopropylacetat i isopropanol och ättiksyra.

## Framställning
Isopropylacetat framställs genom att reagera isopropanol (CH(CH3)2OH) och ättiksyra (CH3COOH) med svavelsyra som katalysator.

## Användning
Isopropylacetat används som lösningsmedel för cellulosa, harts, plast, olja och fett. Det ingår också i bläck och parfym.